# Victoria Lepădatu
Victoria Lepădatu   (Vorniceni, 12 de juny de 1971) és una remadora romanesa, ja retirada, que va competir durant la dècada de 1990.
El 1992 va prendre part en els Jocs Olímpics d'Estiu de Barcelona, on va disputar dues proves del programa de 1992. En la prova del vuit amb timoner va guanyar la medalla de plata, mentre en el quatre sense timoner fou cinquena.